# 305/46 Mod. 1909
Il cannone da 305 mm/46 è stata un'arma che ha equipaggiato, costituendone l'armamento principale, le navi da battaglia della Regia Marina Dante Alighieri, le Cavour e le Duilio, costruite all'inizio della prima guerra mondiale.

## Caratteristiche
I cannoni erano di due tipi: EOC Pattern "T" e Vickers Mark "G". Le differenze dimensionali tra i due tipi erano minime e riguardavano il blocco delle culatte mentre entrambi usavano otturatore Welin (vite interrotta) a comando pneumatico. Il modello "T" costruito su progetto della Armstrong Whitworth era caratterizzato da una esecuzione mista: parte della canna era un tubo trafilato forzato su di un'anima interna, mentre la parte distale era formata da un filo avvolto ad un'anima giuntata a vite con il tratto precedente, protetta da un manicotto esterno. Il peso era di 69,3 t. Il modello "G", progettato dalla Vickers, era formato da un'anima avvolta da un nastro per tutta la lunghezza, questo tipo di costruzione permetteva una riduzione notevole del peso, 63,5 t, 17 tonnellate in meno per una torretta trinata.
Ne furono costruiti 96 pezzi, di cui 16 costruiti dalla ditta Ansaldo, 32 dalla Armstrong di Pozzuoli, 32 dalla Vickers di Terni e 16 importati dalla Vickers inglese.

## Servizio
I cannoni Elswick hanno costituito l'armamento principale della corazzata Dante Alighieri, mentre per quanto riguarda la classe Duilio i cannoni Vickers hanno costituito l'armamento del Doria e i cannoni Elswick-Armstrong quelli del gemello Duilio vennero realizzati a Pozzuoli dalla filiale italiana della Armstrong. Per quanto riguarda le Cavour e cannoni del Conte di Cavour vennero realizzati in Italia dalla Vickers-Terni così come quelli del Leonardo da Vinci mentre quelli del Cesare dalla Armstrong negli stabilimenti di Pozzuoli. La consegna di questi cannoni venne ritardata di circa un anno, in particolare quelli del Conte di Cavour che finì per essere equipaggiato con i cannoni destinati all'Doria, il cui allestimento venne così ritardato.
I cannoni avevano il brandeggio mediante manovra idraulica ed elettrica, mentre l'elevazione delle munizioni dai depositi, il caricamento e la manovra delle grosse artiglierie dentro le torri erano esclusivamente idraulici
La corazzata Dante Alighieri venne equipaggiata con dodici di questi cannoni in quattro torri triple, posizionate una a prua, una a poppa, e due a centro nave, soluzione scelta per mantenere basso il centro di gravità della nave e ridurne il profilo. Le Cavour e le Duilio vennero equipaggiate con tredici cannoni in tre torri triple e due torri binate; le torri erano in configurazione superfiring, la torre A prodiera e la torre Y poppiera erano in torri triple, le torri binate, quella prodiera in posizione B e quella poppiera in posizione X sopraelevate rispetto alle due torri triple di poppa e di prua e a centro nave la torre Q tripla era compresa tra i due fumaioli.

## OTO/Ansaldo 320/44
La corazzata Dante Alighieri venne posta in disarmo nel 1928, mentre nel corso degli anni trenta con la decisione di riammodernare le Cavour e le Duilio venne decisa la ritubazione di questi cannoni.
Dal ricalibramento si ottenne il cannone da 320/44 e tale ricalibramento fu reso possibile dal largo margine di resistenza dell'arma originale, che permise di dotare le unità sulle quali venne fatto questo imponente lavoro di armi più potenti del 30% dei cannoni originali; i nuovi impianti, inoltre, ebbero la manovra elettrica in sostituzione di quella idraulica originale. I cannoni avevano l'anima ricambiabile a freddo, che a causa dell'elevato consumo andava sostituita ogni 200 colpi a carica ridotta ed a soli 60 colpi a carica completa. Altro inconveniente era la dispersione di tiro notevole, superiore ai cannoni originali, dovuta sia al peggiore rendimento termodinamico dell'arma che ai proiettili. La cadenza di fuoco era di due colpi al minuto. I cannoni originali di costruzione EOC vennero ricalibrati dall'Ansaldo di Genova, mentre quelli di costruzione Vickers vennero ricalibrati dalla OTO di La Spezia.
Il progetto di modifica dei cannoni delle Cavour è del 1934 e le navi, la cui ricostruzione venne avviata nel 1933, rientrarono in servizio nel 1937. Successivamente con la decisione di riammodernare anche le Duilio, effettuando lo stesso lavoro sulle artiglierie, il progetto di ricalibramento venne rielaborato nel 1936 e le navi, la cui ricostruzione venne avviata nel 1937 rientrarono in servizio nel 1940.
L'armamento principale nei lavori di ricostruzione vide oltre la ritubazione dei vecchi cannoni, l'eliminazione della torre a centronave delle altre torri. L'elevazione passò da 20° a 27° gradi e la gittata massima da 24 000 a 28 600 metri; le torri binate avevano un peso di 539 tonnellate mentre il peso di quelle trinate era di 733 tonnellate con una velocità di brandeggio di 5° gradi al secondo, ma tali miglioramenti vennero in parte annullati poiché alla maggior gittata corrispose una minore precisione del tiro.
I cannoni che non vennero ricalibrati vennero usati come batterie costiere.
| Torre da 305/46 della RN Dante Alighieri | torre da 320/44 del Doria |